# Commission d'enquête sur les exactions commises dans l'État indépendant du Congo
 (décembre 2016).
La Commission d’enquête sur les exactions commises dans l'État indépendant du Congo est une commission créée à la suite de l'affaire des mains coupées. Cette commission instituée par l’article 5 du décret du 23 juillet 1904 visait principalement à « rechercher si, dans certaines parties du territoire, des actes de mauvais traitement étaient commis à l'égard des indigènes, soit par des particuliers, soit par des agents de l'État [et] de signaler éventuellement les améliorations utiles ».

## La commission

### Source de sa création

#### Contexte historique
À la suite de la ratification de l’acte final de la conférence de Berlin, « la liberté de navigation est instaurée sur le fleuve Congo ; Léopold II est reconnu propriétaire exclusif, à titre personnel, [comme élément de son patrimoine individuel] de l’État indépendant du Congo (EIC) ».
Comme l’écrivait Félicien Cattier, professeur de droit à l'Université catholique de Louvain, l’État indépendant du Congo (EIC) faisant ainsi partie du patrimoine du roi Léopold II, était essentiellement pour lui une source de revenus. Cette expansion économique des industries dans l’EIC ne fut pas sans conséquence pour les indigènes qui pourraient être considérés alors comme les victimes du « dommage collatéral » d’une « politique d’exploitation et (…) d’âpreté au gain ».
Au début du XXe siècle, des campagnes dénonçant des exactions commises par les agents de l’EIC et les compagnies privées à l’égard des indigènes au Congo se firent entendre, particulièrement en Angleterre.

#### La pression internationale et le rapport Casement
Dans les années 1900, quelques commerçants anglais et des missionnaires s'expriment sur la situation au Congo en dénonçant certaines horreurs qu’ils disaient voir. Ces témoignages seront souvent neutralisés par l’administration du roi Léopold II, qui soupçonne ses détracteurs d’une grande partialité. Les premiers témoignages viendront pour la plupart des missionnaires anglais qui parleront d’exactions dont les indigènes pourraient être victimes. Les propos de ces missionnaires se diffuseront dans toute l’Angleterre.

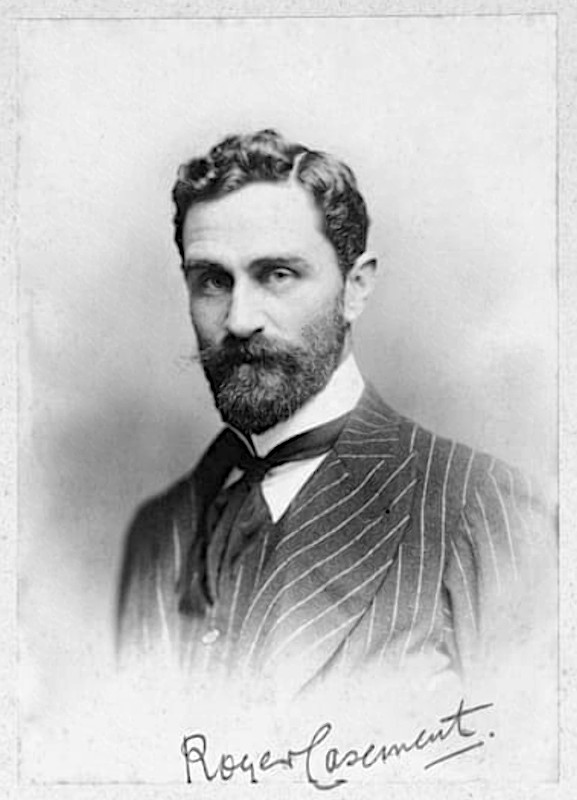
Roger Casement vers 1910.

C’est ainsi que les pressions internationales se multiplièrent, pressions ayant comme point névralgique l’Angleterre, première détractrice du roi Léopold II. Ces témoignages, souvent très vite enterrés par l’entourage de Léopold II trouvèrent bientôt écho dans la classe intellectuelle de l’époque. Des auteurs tels que Mark Twain ou Joseph Conrad se feront la voix des malheurs des indigènes congolais. Arthur Conan Doyle s’affairera à en dénoncer les horreurs, relatant avec détail un échantillon de ce qui pouvait se dire en Angleterre à ce sujet. Dans son ouvrage Le Crime du Congo (en) (paru en 1909, donc après l'enquête de la Commission Janssens de 1905 et celle de Roger Casement [cf. infra]), il pointera du doigt les manquements et les atrocités commises par les agents de l’EIC, accusant l’instigateur de tous ces maux, le roi Léopold II lui-même : « Le coupable est le roi, toujours le roi. C’est lui qui a imaginé toute l’opération, en pleine connaissance des malheurs qu’elle pouvait engendrer ».
En décembre 1903 est publié le Rapport Casement, tirant son nom du consul britannique qui en est à l’origine, Roger Casement. On donnera beaucoup de crédit à ses observations. Pour Léopold II, ce rapport est des plus accablants : il y est fait état de crimes perpétrés sur le territoire du Congo. À la suite de ce rapport, E.D Morel fonde le 23 mars 1904 à Liverpool la Congo Reform Association (CRA). Elle sera à l’origine de la campagne internationale contre les violences faites aux indigènes du Congo.
Le rapport Casement est reçu par l’administration léopoldienne, qui demeure sourde à ses accusations, les jugeant bien trop partiales. Elle décide alors de riposter en effectuant ce qui peut avoir tout l’air d’une contre-enquête.

#### Institution d'une commission d'enquête par Léopold II
Le roi Léopold II prend alors la mesure des allégations qui pèsent sur son administration du Congo. Les accusations sont graves et la pression se fait de plus en plus forte, la cause congolaise étant bientôt défendue dans une grande partie du Vieux continent. En témoigne en 1903 la présence de relais de la CRA dans plusieurs pays d’Europe tels que la France, la Suisse et l'Allemagne.
Le 23 juillet 1904, Léopold II institue par décret une commission à caractère international visant à « rechercher si, dans certaines parties du territoire, des actes de mauvais traitement étaient commis à l'égard des indigènes, soit par des particuliers, soit par des agents de l'État [et] de signaler éventuellement les améliorations utiles ». L’intention de Léopold II est de répondre aux accusations alléguées par les Anglais sur les exactions qui seraient commises au Congo par son administration ou par des agents qui seraient liés à celle-ci.

« Le Roi Léopold II pouvait (…) décider une enquête sur les abus dont on accusait l'administration de ses territoires africains, montr[ant] ainsi qu'il voulait que cette administration fût humaine et intègre, qu'il ne reculait pas devant la vérité, qu'il était prêt à châtier les fautes et à réaliser les réformes qui s'avéreraient salutaires. »

### Membres de la commission
Cette commission se voulait internationale et indépendante.
Les membres de la commission étaient,, :
- Edmond Janssens, avocat général à la Cour de cassation de Bruxelles,
- le baron Giacomo de Nisco, président de la cour d’appel de Boma
- Edmond de Schumacher, juriste suisse.

Le secrétaire Victor Denijn, un secrétaire-adjoint et un médecin étaient également attachés à la Commission.

### Le statut de la commission

#### Une commission se voulant autonome et impartiale
Dans le rapport officiel de la commission d’enquête il est déclaré que : « les pouvoirs attribués par la loi aux officiers du Ministère public nous ont été conférés ».
La commission une fois instituée, le gouvernement n'avait aucun pouvoir sur celle-ci. Ainsi il est fait mention qu’« Il [le gouvernement] entend lui laisser dans ce but toute sa liberté, son autonomie et son initiative. ». Aucune ingérence ne pouvait donc être admise. L’une des uniques missions du gouvernement et du roi était d’enjoindre à tous les fonctionnaires de faciliter le travail de la commission pour favoriser la manifestation de la vérité.
Le gouvernement précisait aussi dans le décret du 23 juillet 1904, que : « en conférant aux membres de la Commission les pouvoirs attribués par la loi aux officiers du Ministère public, les munit de pouvoirs sans limites pour recevoir tous témoignages quelconques; le Gouvernement ne fixe à la Commission aucune limitation, ni quant au champ de ses investigations ni quant à la durée de son mandat, et des mesures législatives se trouvent édictées pour que les témoignages se produisent devant la Commission ».
Il est donc avéré que cette commission se voulait totalement impartiale dans ses investigations et que son champ d’action, très large, était facilité par son statut de délégation du Ministère public, emportant ainsi tous les pouvoirs s’y attachant, notamment la réquisition de la Force publique.

#### La méthode d'investigation
Le rapport officiel parle d’un travail d’investigation effectué sur toutes les couches de populations. La commission reçut donc autant de témoignages d’indigènes que de missionnaires ou de fonctionnaires. Chaque jour, deux audiences étaient tenues, une le matin de 8h à 12h et une l’après-midi de 3h à 7h. On parle ainsi d’une centaine de témoignages récoltés. Les audiences, privées au début, furent publiques à partir du 1er novembre. Toujours accompagnées de traducteurs et d’un interprète local, les déclarations étaient toujours traduites avant d’être relevées.
Toutes les déclarations furent soumises à la fin de l’audience à la vérification du principal intéressé avant qu’il ne la signe. À la fin de la séance, les assistants de la commission purent également poser des questions aux témoins ou émettre certaines observations à propos du témoignage recueilli. Il n’est fait mention dans le rapport officiel d’aucune responsabilité personnelle, la commission s’étant essentiellement concentrée sur la condition générale des indigènes en n’intervenant que partiellement auprès des autorités compétentes lorsqu’une situation demandait une enquête judiciaire plus approfondie.
La commission se voulait donc non seulement impartiale et autonome, mais elle garantissait également dans une certaine mesure la publicité des débats et la contradiction.

### Le circuit effectué par la commission
La commission partit d’Anvers le 15 septembre 1904 pour amarrer le 5 octobre de la même année à Boma, port principal et capitale de l’État Indépendant du Congo. Elle mena des investigations dans plusieurs villes et villages du pays en empruntant le fleuve Congo et ses affluents.

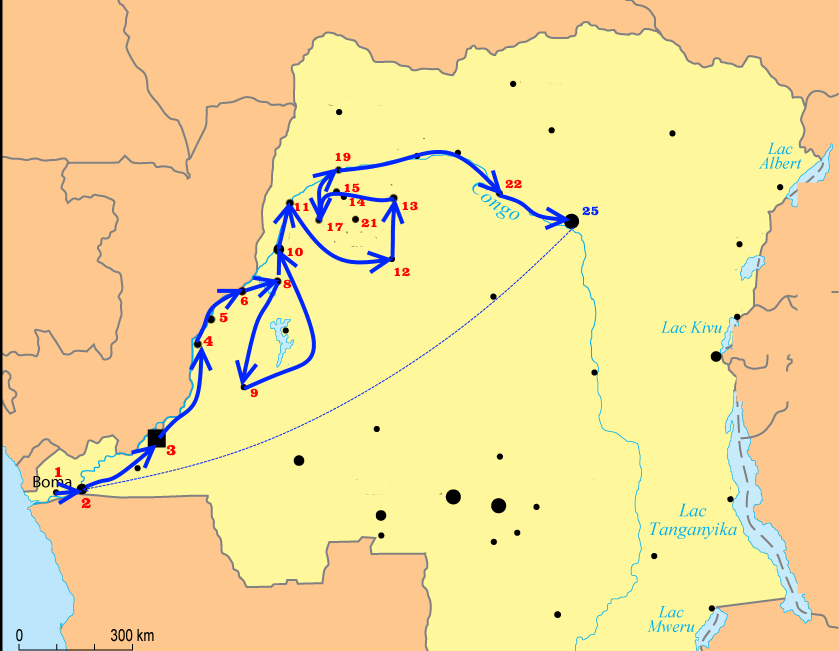
Circuit effectué par la commission.

Voici, par ordre chronologique le circuit qu'elle effectua :
| 1. Boma             | 10. Coquilhatville             | 19. Nouvelle-Anvers   |
| 2. Matadi           | 11. Lulonga (et ses alentours) | 20. Upoto             |
| 3. Léopoldville     | 12. Baringa                    | 21. Lisala            |
| 4. Tshumbiri        | 13. Bongandanga                | 22. Basoko            |
| 5. Mopolenge-Bolobo | 14. Basankusu                  | 23. La Romée          |
| 6. Lukolela         | 15. Ikau                       | 24. Yakusu            |
| 7. Irebu            | 16. Bonginda                   | 25. Stanleyville      |
| 8. Bikoro           | 17. Mampoko                    | 26. Boma              |
| 9. Ikoko            | 18. Monsembe                   | 27. Anvers (Belgique) |

## Contenu du rapport d'enquête de la commission
Le rapport de la commission d’enquête envoyé au Palais royal pour rendre compte des différentes investigations, témoignages et conclusions des membres se structure en huit points qui définissent chacun la problématique soulevée ou l’élément le plus préoccupant qui a été observé. Les domaines étayés sont variés et concernent aussi bien des questions démographiques et administratives que judiciaires et foncières.

### La législation foncière de l'État et la liberté du commerce
Dans ce chapitre, la commission met en garde sur les abus qui peuvent subvenir concernant le concept de terre vacante qui est appuyé par le régime domanial mis en place au Congo.
En effet, il est fait une division entre les terres vacantes et les terres indigènes. Les terres indigènes sont la propriété des communautés vivant sur le territoire et il est libre à eux d'en jouir et d'en étendre leur culture comme ils le désirent. Le souci est que les cultures indigènes sont rares et qu'une application stricte du principe juridique de la propriété privée qui amène l’État à étendre son territoire sur les terres vacantes nuit gravement à la liberté des indigènes, qui sont dès lors enserrés par certaines propriétés de l’État qui les piègent et les empêchent parfois de se déplacer d'un village à un autre.
En conclusion, l'application stricte du régime domanial au Congo serait fort nuisible pour les cultures et les peuples indigènes. La commission suggère que l’État abandonne totalement les terres qui entourent les terres indigènes et leur en laisse la jouissance.

### Le système des impositions en travail, les abus qui découlent de l'exercice de la contrainte
La commission souligne et justifie que l’impôt est bénéfique à la productivité du pays et que pour faire travailler la population indigène c'est un des moyens les plus efficaces. Plus encore, la commission souligne également que le seul mode d’impôt possible dans ces régions est celui payé par un service.
Selon la commission une mauvaise interprétation a été faite d'une des directives du roi. Il y a bien un devoir pour les autorités de relever un impôt mais elle ne doit pas amener à obliger l'indigène à des prestations positives. Grande négligence a été faite de laisser cela à charge de certaines sociétés sans avoir préalablement fixé le montant et les modalités des prestations. Ce qui amena des abus et une confusion entre les prestations demandées par les agents qui servaient parfois un intérêt individuel parfois un intérêt domanial. La commission note également le manque de cadre législatif à la perception des impôts, elle relève des irrégularités mais également des abus de la part des agents de l'administration et un déséquilibre entre les taux d'imposition des différents districts
Plusieurs impositions sont d'application. Certaines portent sur des matières premières et des vivres et d'autres consistaient en des services appelés« corvées ». Ces corvées sont variées, coupe de bois, nettoyage de route, entretien, « pagayage » ou portage. Cette dernière est selon la commission la pire de toutes pour les indigènes qui, manquant de bête de somme ou n'étant pas servis par un cours d'eau, doivent parcourir des kilomètres en portant des marchandises servant au ravitaillement à la colonie. La solution préférée par la commission était la mise en place urgente d'infrastructures ferroviaire et routières. Mais la commission parle également d'une meilleure répartition de cet impôt entre les villages.

### Les expéditions militaires
La commission parle des abus qui peuvent être commis par l’État dans son exercice de la contrainte. Lorsque les indigènes désirent se soustraire à l'imposition, ils s'y opposent la plupart du temps de manière passive en se déplaçant ou en fuyant, bien que leurs déplacements soient fortement limités par l'étendue du territoire que l’État administre souverainement.
La commission met en exergue un phénomène bien plus grave que des remises à l'ordre, elle parle ici « d'expéditions punitives » qui consisteraient à sanctionner toute une communauté pour la faute d'un ou deux inconnus qui aurait blessé l'ordre public. Disproportion flagrante dans l'usage de la force, abus de l'exercice de coercition et déresponsabilisation des agents exécutants amènent inéluctablement des exactions terriblement meurtrières pour certains villages que l'autorité charge parfois de punir. Il y a également une confusion entre état de guerre et état de paix, il convient pour la commission de bien identifier les cas afin de ne pas entraîner une insécurité pour certains indigènes qui d'un moment à un autre pourrait se retrouver considérés comme ennemis.
La solution pour la commission serait de clairement définir les états de guerre et de préciser au mieux quand on peut se considérer face un ennemi. Des consignes claires amèneraient selon la commission une plus grande sécurité pour les indigènes et une limitation drastique de la justification des abus des agents couverts par un ordre de leur hiérarchie.

### Le système des concessions
C’est sur les portions de territoire exploitées par des sociétés concessionnaires que les abus les plus graves ont été commis. On entend par concession le droit accordé à titre onéreux à des compagnies commerciales de recueillir à leur profit exclusif certains produits du domaine de l’État.

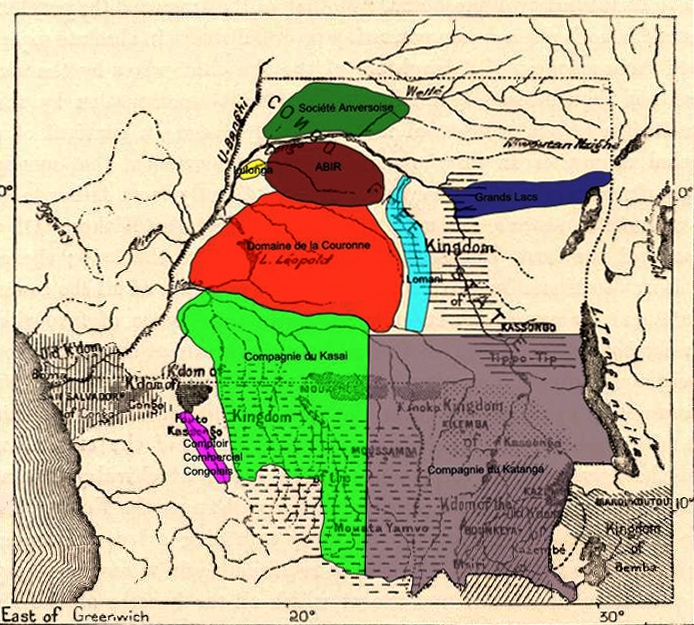
Carte des concessions en février 1908, l'année de l'annexion par la Belgique.

Ainsi, l’État Indépendant du Congo a concédé à un ensemble de compagnies ce droit de concession, en échange d’une portion considérable des parts sociales de ces compagnies. Ce mode d'exploitation a été imposé par les circonstances, car l’État n'avait pas à sa disposition le personnel et les ressources nécessaires pour mettre en valeur un territoire immense ; il se voyait contraint de faire appel à l'initiative privée.
Pour permettre aux compagnies d'exploiter, l’État, qui réclamait à la population, à titre d’impôt, des prestations en nature ou en travail, délégua une partie de ses pouvoirs aux sociétés concessionnaires ; en d’autres termes, il autorisa ces sociétés à exiger de la population le travail du caoutchouc ainsi que d'autres prestations et à exercer la contrainte pour les obtenir. Cette délégation, d'abord tacite, ensuite formelle, fut régularisée par le décret du 18 novembre 1903.
La façon dont les sociétés ont usé du droit de contrainte est la source de la plupart des abus constatés sur leur territoire. Les sociétés concessionnaires, du fait qu'elles sont commerciales, poursuivent un but de lucre et non humanitaire ou de civilisation. Le double statut de leurs agents pose question, car ceux-ci sont à la fois des agents commerciaux, stimulés par l’appât de primes considérables, et, dans une certaine mesure, des fonctionnaires, puisqu'ils sont également chargés de percevoir les impôts. Or, pendant de longues années, la quotité de l'impôt n'était pas fixée par la loi et c’étaient, en réalité, les agents eux-mêmes qui la déterminaient. De plus, le choix des agents des sociétés concessionnaires n’est pas fondé sur une exigence de moralité et d’intelligence, ce qui renforce les maltraitances de la population astreinte au travail forcé. Quant aux agents de l’État, ils sont trop peu nombreux et nécessitent d’être renforcé.
Dans son rapport, la commission d’enquête exige que seuls des fonctionnaires de l'État, absolument indépendants des sociétés et complètement étrangers à leurs intérêts, puissent être autorisés à décider la contrainte. Il leur appartiendrait d’examiner, dans chaque cas, le fondement et l'opportunité de l'imposition du travail forcé. L'État devra, d'ailleurs, exercer sur les sociétés la surveillance la plus sévère, installer dans les concessions des tribunaux composés de magistrats de carrière, y organiser les services publics, et notamment les postes, les transports, l'assistance médicale et les hôpitaux. Il devra aussi rappeler aux diverses compagnies qu'en recevant l'autorisation de percevoir l'impôt à leur profit, elles contractent envers l'État et envers la population, ses sujets, des obligations.

### La dépopulation, ses causes
Les auteurs du rapport ont constaté une dépopulation due à plusieurs facteurs :
Une des premières raisons est qu’à l’arrivée des colons une grande partie de la population s’est réfugiée sur les rives françaises ou dans des territoires où elle pensait être à l’abri des réquisitions et des impôts. Beaucoup ont péri lors de cette fuite, en traversant le fleuve ou à cause des intempéries.
Ces réquisitions et impôts ont créé au sein des villageois de l’anxiété et une dépression qui sont aussi des causes indirectes de cette dépopulation.
Mais cette disparition est relativisée par le fait que certains autochtones ont été enrôlés en tant que soldats ou travailleurs et que, de ce fait, il s’agit plus d’une dispersion des habitants que d’une disparition au sens propre, tel fut le cas des villages situés en aval de Nouvelle-Anvers.
Le travail excessif et le portage infligés aux indigènes sont d’autres causes de disparition des indigènes, ce travail étant ordonné par l’état.
De plus, l’interdiction du commerce des esclaves a eu pour effet l’amenuisement de la population esclavagiste. Celle-ci vivant en effet du commerce des esclaves, son interdiction par l’État a mis fin à sa prospérité et elle a donc disparu en même temps que son commerce.
Toutes les causes citées ci-dessus sont des causes secondaires, la cause principale de dépopulation est la présence de maladies.
La variole et la maladie du sommeil ont véritablement anéanti la population surtout celle de la partie occidentale du district du Lac Léopold II ; il y eut de véritables épidémies aggravées par l’habitude qu’ont les autochtones d’abandonner ceux d’entre eux qui sont atteints de maladies dans la forêt, ce qui entraine de graves problèmes sanitaires. L’État a tenté d’enrayer la progression de ce fléau en vaccinant le personnel noir des stations, en immunisant les habitants des villages indigènes et en subventionnant des recherches scientifiques.
L’avortement est aussi un motif de dépopulation, les femmes avortant souvent afin de pouvoir fuir plus aisément en cas d’expéditions militaires.
De tous ces arguments il ne faut pas conclure que la population est en baisse partout, de nombreux villages sont peuplés et ont une population infantile considérable.

### La tutelle exercée par l'État ou les missions catholiques sur les enfants "abandonnés"
Un décret du 12/07/1890 a déféré à l’État la tutelle d’enfants libérés à la suite d’arrestation d’un convoi d’esclaves ou d’esclaves fugitifs, d’enfants délaissées, abandonnés ou orphelins. La tutelle de l’État est effective jusqu’à 25 ans.
On va donc répartir ces enfants entre deux types d’institutions : les colonies agricoles et professionnelles de l’État et les colonies agricoles et professionnelles dirigées par des missionnaires.
S’agissant des colonies de l’État, il y en a à Nouvelle-Anvers et à Boma. Cet enseignement public a un rôle bénéfique pour l’État, car il lui permet de tirer de ces Noirs éduqués une élite qui constituera des soldats et des gradés pour sa force publique.
Les indigènes peuvent être admis au sein de ces colonies jusqu’à 12 ans. Leurs journées sont organisées entre des exercices militaires, la classe et les travaux manuels. Les enfants suivent trois années à la suite desquelles ils sont soit envoyés dans la Force publique et dans des administrations de l’État. Si le rôle d’éducatif de l’État s’avère salvateur la commission pointe cependant quelques irrégularités :
Étant donné que l’esclavage a été aboli, la seule catégorie d’enfants qui pouvait être prise en charge était les orphelins ou abandonnés, or on constate que chez les indigènes un orphelin n’est jamais sans mère ou sans père, il est élevé quoi qu’il arrive, même si ce n’est pas par ses parents biologiques. Et dans ce sens ils se sentent lésés lorsque l’on décide de prendre ces enfants pour les éduquer, ce qui est donc une certaine forme d’injustice.
La seconde critique s’adresse plus particulièrement à la colonie de Boma qui accueille ses pupilles dans des conditions précaires, ce qui crée parmi eux une mortalité assez considérable. Le directeur ayant constaté ces anomalies mais en manque de moyens a trouvé pour solution d’employer les élèves eux-mêmes pour les travaux de construction. Ces pupilles sont donc soumis à des travaux qui excèdent leurs forces.
Un autre constat est que la tutelle dure jusqu’à la vingt-cinquième année alors que la durée de vie du Noir ne dépasse pas 35 ans. Les pupilles sont donc la majorité de leur vie sous la tutelle de l’État, ce qui pèse sur eux et est mal perçu, ils deviennent révoltés. Certains sont déjà mariés et ont donc dû quitter leur femme pour aller dans les colonies, ceux qui ont quitté les colonies perçoivent des salaires de misère, inférieurs à celui que pourrait gagner un travailleur libre ayant reçu une éducation professionnelle semblable à la leur.
Les enfants recueillis dans les missions sont pour leur part confiés à des missions catholiques. Ils sont soumis au même régime que ceux recueillis par les colonies de l’État, ce qui engendre les mêmes problèmes. Cependant on remarque que les bâtiments qui les abritent sont en excellent état et que les missionnaires s’occupent d'eux avec zèle.
Toutefois on peut leur reprocher le fait de recueillir des enfants qui ont largement dépassé l’âge maximum de 12 ans, le fait que certains pensionnaires n’étaient ni orphelins ni abandonnés, on les soupçonne de vouloir acquérir une main d’œuvre abondante et donc de s’éloigner du but philanthropique visé par le décret. Au cours de l’enquête, les membres de la commission ont même découvert que certains indigènes sont retenus contre leur gré pour travailler, qu’ils produisent des cultures destinées à la mission et élèvent du bétail, qu’ils ont rarement l’autorisation de se marier. Il s’agit donc de procédés illégaux qui ne respectent en rien la loi, celle-ci ne devant s’appliquer qu’aux orphelins et abandonnés.
En conclusion, la durée de la tutelle devrait être réduite et la loi de 1890 devrait être complétée par un décret sur l’enseignement obligatoire car on remarque qu’en dehors du cas où l’indigène est pupille de l’état ou enrôlé comme soldat, il échappe à l’influence civilisatrice de l’État ou des missions catholiques ; il faudrait donc obliger les pères de famille résidant autour des missions à y envoyer leurs enfants.

### Le recrutement des soldats et des travailleurs

#### Les soldats
Le recrutement de l'armée régulière a lieu par des engagements volontaires et par des levées annuelles. Le Gouverneur Général détermine annuellement les districts où s'opère la levée ainsi que la proportion à fournir par chacun. Le mode suivant lequel s'opère la levée est déterminé par le Commissaire de district, de commun accord avec les chefs de la population. Elle a lieu, autant que possible, par voie de tirage au sort. Ce décret est appliqué, avec cette réserve que le tirage au sort n'a pas lieu, faute d'un recensement régulier de la population. En général, ce sont les chefs qui, sur la demande des Commissaires de district, désignent les hommes qui doivent faire partie du contingent.

#### Les travailleurs
L'État Indépendant du Congo emploie la population comme main d’œuvre exploitable pour divers travaux. Selon le rapport de la commission, le travail constituerait un mode de civilisation des « indigènes », qui les rapprocheraient des européens.

### L'administration de la justice
L’État Indépendant a créé une organisation judiciaire. À différentes reprises, le Gouvernement a étendu et renforcé cette organisation, tenant ainsi compte des exigences nouvelles.
Cependant, trois critiques sérieuses sont dirigées contre l’organisation judiciaire. La première porte sur la composition des tribunaux ; la seconde, sur leur nombre trop restreint eu égard à l'immense étendue du territoire ; la troisième, sur la dépendance dans laquelle se seraient trouvé les officiers du Ministère public vis-à-vis de l'autorité administrative